# (8434) Columbianus
(8434) Columbianus (6571 P-L) – planetoida z grupy pasa głównego asteroid okrążająca Słońce w ciągu 5,13 lat w średniej odległości 2,97 au. Odkryta 24 września 1960 roku.